# Omar-Bongo-Universität
Die Omar-Bongo-Universität (UOB) ist eine Hochschule in Gabun.

## Geschichte
Die Universität wurde 1970 als National University of Gabon (Université nationale du Gabon) gegründet. Sie wurde als erste Universität des Landes gegründet und sollte helfen das Land in akademischer Hinsicht von französischen Universitäten und den Universitäten der Region unabhängig zu machen. Ein Dekret aus dem Jahr 1972 regelt die Statuten der Universität. Im Jahr 1978 wurde die Hochschule nach dem ehemaligen Präsidenten Omar Bongo Ondimba in El Hadj Omar Bongo Ondimba University (UEHOBO) umbenannt.
Die ehemalige Technologieabteilung der Universität wurde im Jahr 1987 abgetrennt und nach Franceville versetzt, wo sie die eigenständige University of Science and Technology of Masuku (USTM) wurde.
Im Jahr 2002 wurde die medizinische Abteilung der Universität in die University of Health Sciences überführt. Damit verblieben der Universität noch zwei Fakultäten, eine Fakultät für Recht und Wirtschaftswissenschaften und eine Fakultät für Literatur und Geisteswissenschaften. Die Abtrennung beider Teile der Universität wird von der Universität in der Retrospektive negativ bewertet. So wird dies als ein Grund dafür genannt, dass die Universität immer weniger ausländische Studenten anzieht.
Im Jahr 2021 hatte die Universität 35.000 Studenten, obwohl sie eigentlich nur für 14.000 Studenten Kapazitäten hat. Sie wird von Mesmin Noël Soumaho (Stand 2021) geleitet.
Im Jahr 2023 war die Universität Teil eines UNESCO-Programmes für die Unterstützung der Ausbildung von Forschern und Hochschullehrern.

## Trägerschaft
Die Universität ist in staatlicher Hand und steht unter Aufsicht des Bildungsministeriums.

## Einschätzungen und Vorschläge
In einem Bericht von 2022 wird beschrieben, dass die Professoren aus Angst vor der Regierung Selbstzensur ihrer Ansichten betreiben. So wird die Entführung und Folter des Professors Mathurin Ovono Ebe regierungsnahen Truppen zugeschrieben. Der Hochschullehrer hatte einige Stunden zuvor aufgrund von Missständen vor der Universität protestiert.
In einem Vorschlagspapier für die Entwicklung der Bildung in Gabun wurde vorgeschlagen, dass an der Universität neue Fakultäten gegründet werden, um die überfüllte Universität zu entlasten.

## Bekannte Absolventen
- Ablassé Ouédraogo, burkinischer Diplomat, Politiker und stellvertretender Generaldirektor der Welthandelsorganisation